# 長島 (越谷市)
長島（ながしま）は、埼玉県越谷市の大字。郵便番号は343-0853。

## 地理
埼玉県の東部地域で、越谷市の西部に位置する。地区の西端を五才川が南北に流れる。地区西側に集落があり、そのほか農地や物流倉庫として利用されている。

## 歴史
かつては長島村だった。
- 1889年（明治22年）4月1日 - 町村制施行により、南荻島村、小曽川村、野島村、砂原村、北後谷村、西新井村、長島村が合併し南埼玉郡荻島村の大字長島となる。
- 1954年（昭和29年）11月3日 - 南埼玉郡越ヶ谷町、大沢町、新方村、桜井村、大袋村、出羽村、蒲生村、大相模村、増林村と合併し越谷町の大字となる。
- 1958年（昭和33年）11月3日 - 越谷町が市制施行し越谷市の大字となる。

## 世帯数と人口
2023年（令和5年）1月1日現在の世帯数と人口は以下の通りである。
| 大字 | 世帯数 | 人口  |
| ---- | ------ | ----- |
| 長島 | 73世帯 | 161人 |

## 小・中学校の学区
市立小・中学校に通う場合、学区（校区）は以下の通りとなる。
| 番地             | 小学校                                     | 中学校           |
| ---------------- | ------------------------------------------ | ---------------- |
| 1、5〜34、36以降 | 越谷市立荻島小学校                         | 越谷市立西中学校 |
| 2〜4、35         | 越谷市立大袋東小学校（越谷市立出羽小学校） | 越谷市立西中学校 |

## 交通

### 鉄道
地域内に鉄道は敷設されていない。最寄り駅は武蔵野線・埼玉高速鉄道東川口駅となっている。

### 道路
- 埼玉県道324号蒲生岩槻線（旧道）
- 埼玉県道324号蒲生岩槻線（バイパス）

## 施設
- 長島自治会館
- 武南フットボールフィールド（一部）